# L'Homme et l'Ourse

L'Homme et l'Ourse est un film muet français réalisé par Jean Durand et sorti en 1912.

## Fiche technique
- Titre : L'Homme et l'Ourse
- Réalisation : Jean Durand
- Société de production : Société des Établissements L. Gaumont
- Pays d'origine : France
- Format : Muet - Noir et blanc - 1,33:1 - 35 mm
- Métrage : 333 m
- Durée : inconnue
- Année de sortie : France : 1912

## Distribution
- Joë Hamman : Arizona Bill
- Paul Manson : Mohawk
- Berthe Dagmar
- Jeanne Marie-Laurent